# R4 돌격소총

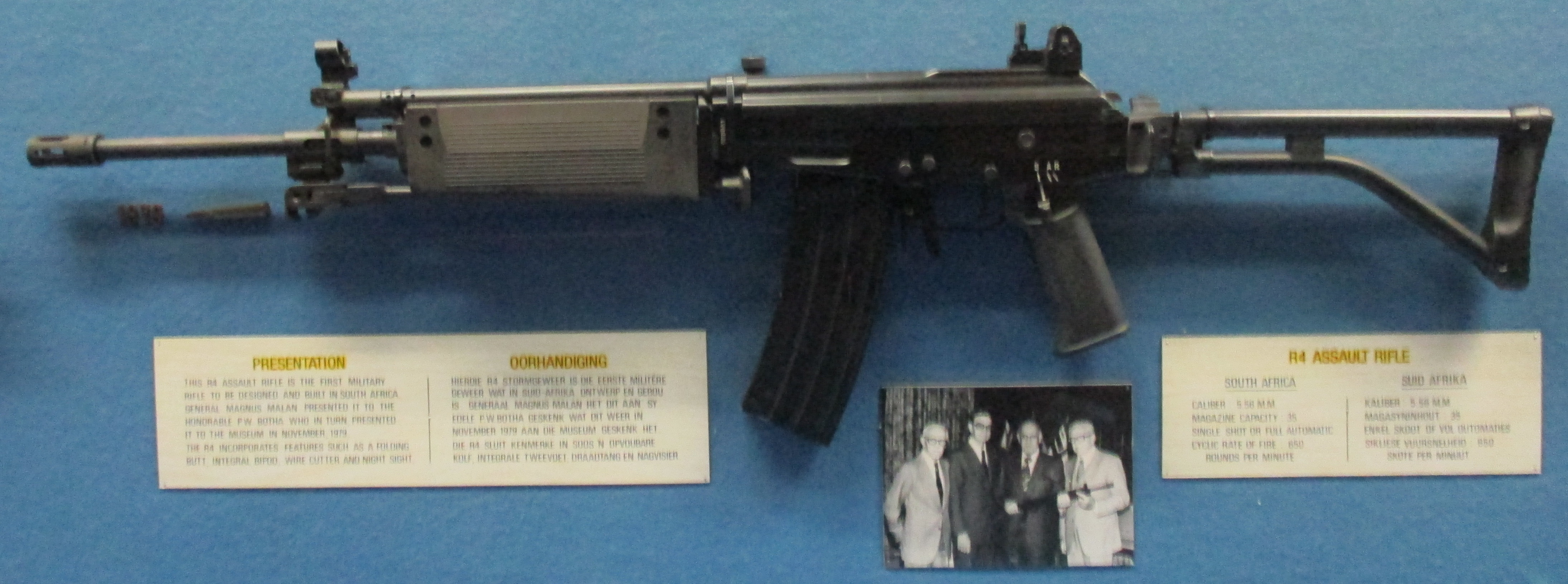
R4

R4 돌격소총은 1980년에 개발된 남아프리카 공화국의 돌격소총이다. 남아프리카 공화국 군의 R1 소총(FN FAL의 변형)을 교체하기 위해 개발되었다. R4는 1980년대 초에 최초로 지급되었으며, 갈릴 소총에 기반을 두고 있다.
과거 Lyttleton Engineering Works (LIW)에서 생산하였었으며, 현재는 Vektor Arms에서 생산하고 있다.

## 변형

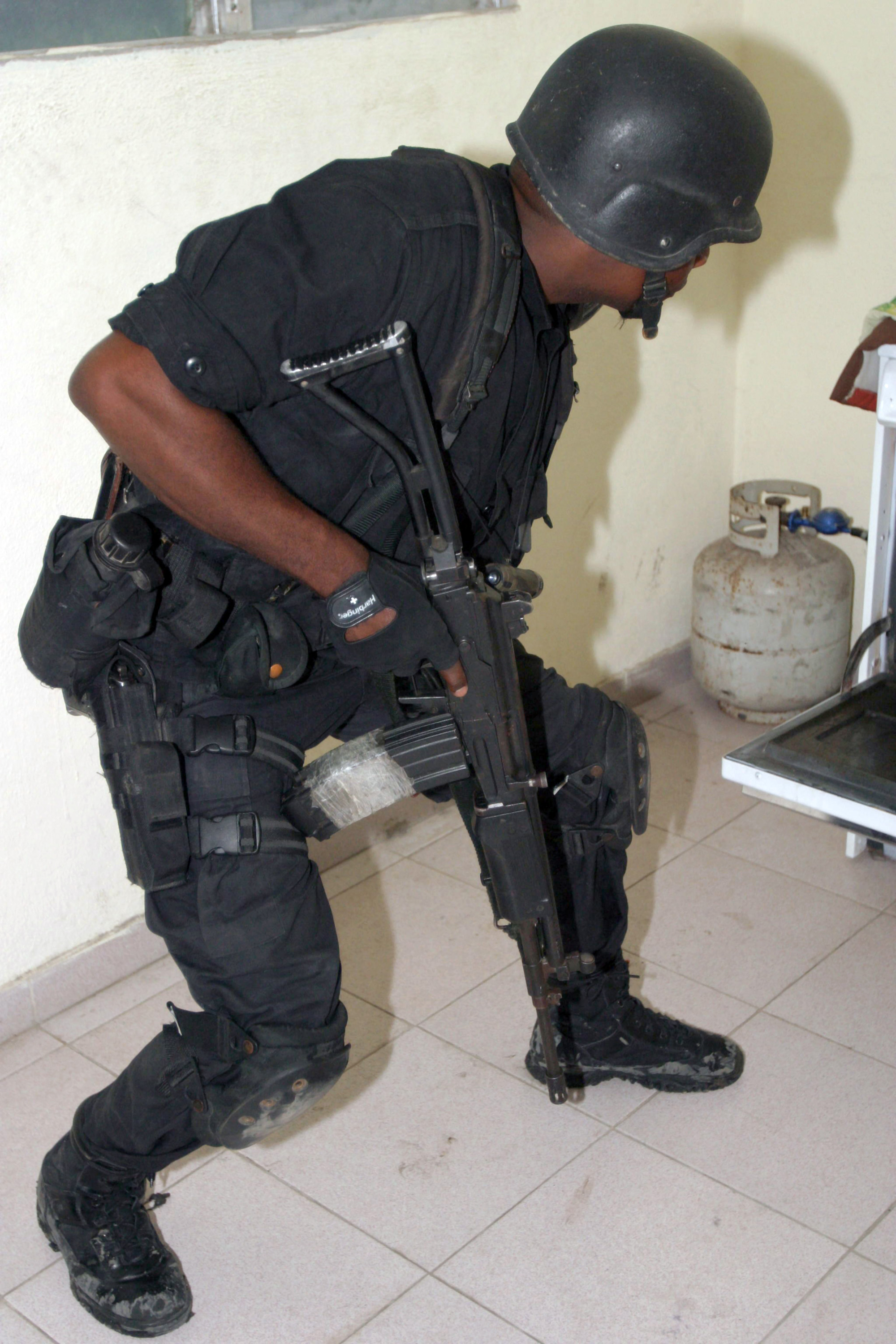
R5 소총으로 무장한 HNP SWAT대원.

- R5 : 총열 길이가 짧으며, 양각대가 없다. 갈릴 SAR(Short Assault Rifle)과 유사하다.
- R6 : R5보다도 짧은 변형이다. 갈릴 MAR과 유사하다.
- LM4
- LM5
- LM6